# Gand-Wevelgem 2004
La Gand-Wevelgem 2004, sessantaseiesima edizione della corsa, si svolse il 7 aprile 2004, per un percorso totale di 208 km. Fu vinta dal belga Tom Boonen, al traguardo con il tempo di 4h48'47" alla media di 41,769 km/h.

## Ordine d'arrivo (Top 10)
| Pos. | Corridore           | Squadra       | Tempo    |
| ---- | ------------------- | ------------- | -------- |
| 1    | Tom Boonen          | Quick Step    | 4h58'47" |
| 2    | Magnus Bäckstedt    | Alessio       | s.t.     |
| 3    | Jaan Kirsipuu       | AG2R          | s.t.     |
| 4    | George Hincapie     | US Postal     | s.t.     |
| 5    | Jimmy Casper        | Cofidis       | s.t.     |
| 6    | Roger Hammond       | Mr Bookmaker. | s.t.     |
| 7    | Juan Antonio Flecha | Fassa Bortolo | s.t.     |
| 8    | Vladimir Gusev      | CSC           | s.t.     |
| 9    | Sébastien Rosseler  | Relax-Bodysol | s.t.     |
| 10   | Andreas Klier       | T-Mobile      | s.t.     |